# AVRO RJ-70
De AVRO RJ-70 is de voorloper van de RJ-85. Het is een middelgroot toestel dat korteafstandsvluchten uitvoert.